# Дем'янчук Олександр Олександрович
Олекса́ндр Олекса́ндрович Дем'янчу́к — український військовослужбовець, полковник Збройних сил України, учасник російсько-української війни. Лицар ордена Богдана Хмельницького III ступеня (2016).

## Життєпис
Закінчив Харківське гвардійське вище танкове командне училище, Академію Збройних сил України (1998).
Служив начальником штабу танкового полку 169-го навчального центру «Десна». У 2008 році звільнився зі Збройних сил України.
Був держслужбовцем Міністерства оборони України.
З початком російсько-української війни у 2014 році пішов у військкомат, де йому запропонували стати начальником штабу 1-ї спеціальної бригади територіальної оборони. На її базі згодом була створена 57-ма окрема мотопіхотна бригада, формуванням якої займався полковник Олександр Дем'янчук. Учасник оборони Дебальцевого.
Нині начальник відділу організації захисту цивільного населення центру цивільно-військового співробітництва Об'єднаного штабу Командування об'єднаних Сил Збройних сил України.

## Нагороди
- орден Богдана Хмельницького III ступеня (16 лютого 2016) — за особисту мужність і високий професіоналізм, виявлені у захисті державного суверенітету та територіальної цілісності України, вірність військовій присязі[2].